# Coulonges-Thouarsais
Coulonges-Thouarsais ist eine französische Gemeinde mit 445 Einwohnern (Stand: 1. Januar 2022) im Département Deux-Sèvres in der Region Nouvelle-Aquitaine (vor 2016: Poitou-Charentes). Sie gehört zum Arrondissement Bressuire und zum Kanton Le Val de Thouet. Die Einwohner werden Coulongeois genannt.

## Lage
Coulonges-Thouarsais liegt etwa 20 Kilometer nordöstlich von Bressuire. Umgeben wird Coulonges-Thouarsais von den Nachbargemeinden Moutiers-sous-Argenton im Nordwesten und Norden, Mauzé-Thouarsais im Norden und Nordosten, Luché-Thouarsais im Osten und Süden, Bressuire im Südwesten sowie Argentonnay im Westen.

## Bevölkerungsentwicklung
| Jahr                       | 1962 | 1968 | 1975 | 1982 | 1990 | 1999 | 2006 | 2019 |
| Einwohner                  | 597  | 571  | 528  | 485  | 419  | 383  | 417  | 433  |
| Quellen: Cassini und INSEE |      |      |      |      |      |      |      |      |

## Sehenswürdigkeiten

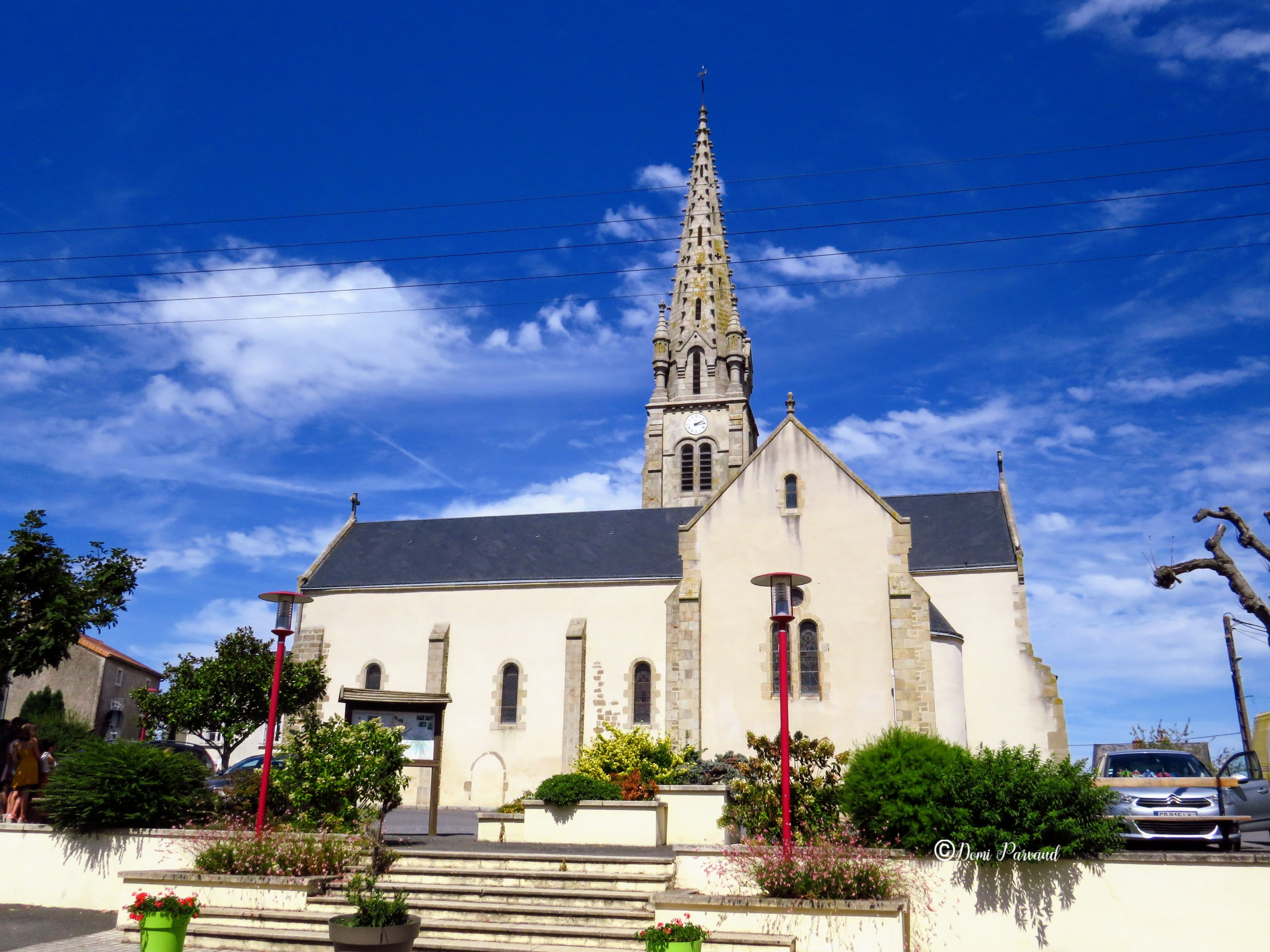
Kirche Notre-Dame

- Kirche Notre-Dame

## Persönlichkeiten
- Arthur Pasquier (1883–1963), Radrennfahrer